# Chema Israël

Le verset du Chema Israël, ponctué, cantillé et magnifié selon les règles de la Massorah. Les lettres Ayin et Dalet, plus grandes que les autres caractères, forment le mot 'Ed (« témoin »).

Chemaʿ Yisrā'ël (hébreu : שמע ישראל, « Écoute, Israël ») est l'incipit du verset  6:4 du  Deutéronome, Chemaʿ Yisrā'ēl YHWH elohāynu YHWH eḥāḏ (« Écoute Israël, l’Éternel [est] notre Dieu, l’Éternel [est] un »), duquel découlent les conceptions théoriques et applications pratiques fondamentales des religions israélites telles que celles des samaritains, des juifs karaïtes et des juifs rabbiniques.

## Le Chema Israël dans les sources juives

### Dans la Bible hébraïque

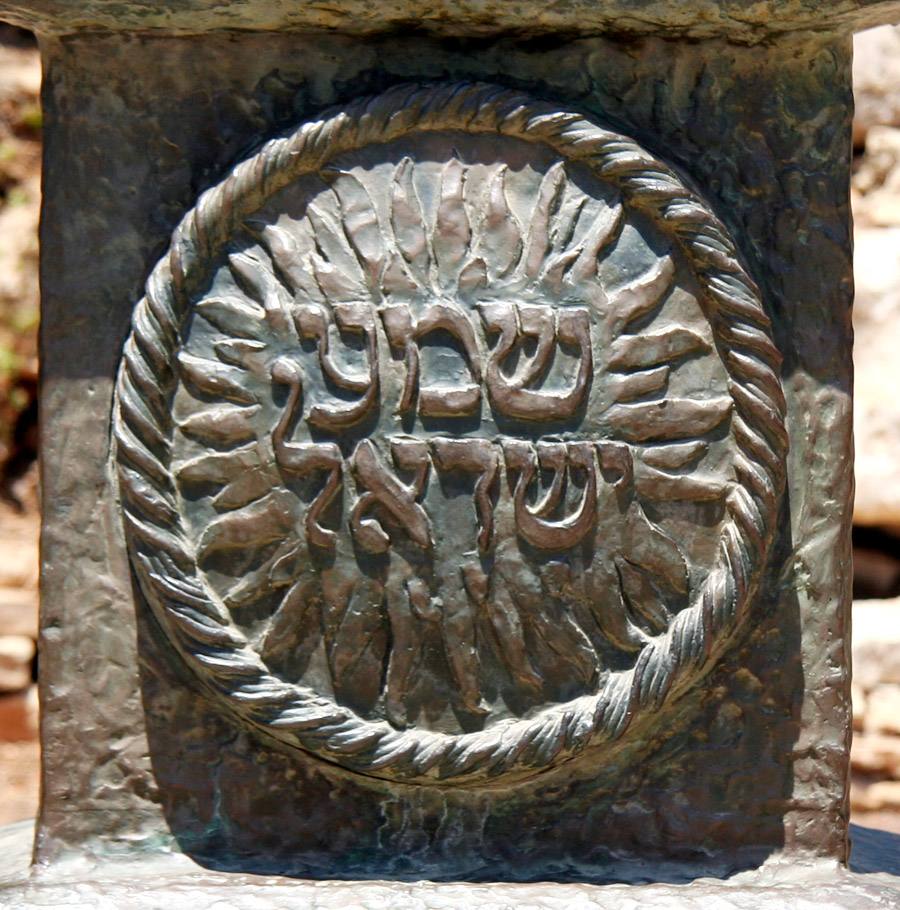
Le Chema Israël sur la Menorah de la Knesset.

Le Chema Israël s'insère dans un long sermon prononcé par Moïse aux enfants d'Israël peu avant sa mort et rapporté dans le livre du Deutéronome au chapitre 6. Énoncé après la seconde version du Décalogue, il constitue le fondement du message mosaïque : le Dieu d'Israël est Un.
Le premier mot du verset 4, chema, « écoute », se termine par la lettre ayin qui, dans les éditions traditionnelles de ce verset, est plus grande que les autres lettres du texte. Il en est de même pour la dernière lettre du dernier mot de ce même verset, eḥāD, « un ou unique », le daleth. Lorsqu’on joint ces deux lettres, le ayin et le daleth, on obtient le mot ’Èd, « témoin ». Israël est le témoin dans ce monde de l’unicité de son Seigneur, YHWH, mot non prononcé par les juifs par déférence et profond respect de Dieu, et transcrit en français par Yahvé.
La section Deutéronome 6:5-9 qui fait immédiatement suite au chema et constitue avec lui la parasha chema mais est aussi appelée isolément parasha vèahavta en est aussi le premier commentaire. Elle expose en effet ses modalités théoriques et pratiques, prescrivant de le réaliser dans l'amour de Dieu, de le méditer en tout lieu et à toute heure, de le transmettre à ses enfants et de s'en faire un signe sur la main, entre les yeux et aux linteaux des portes et portails.
La section Deutéronome 11:13-21 ou parasha vehaya reprend le message de la parasha chema en la paraphrasant et en l'amplifiant. Josué 1:8 le rappelle plus succinctement.
Les prophètes d'Israël travaillant et méditant sur le verset du chema prophétisent un temps où le Dieu d'Israël sera aussi celui des nations, comprenant donc le chema comme une affirmation univoque du monothéisme rejetant d'autres cultes.
La section Nombres 15:37-41 ou parasha tsitsit, également appelée parasha yetziat mitzrayim (« section de la sortie d'Égypte ») qui reprend un certain nombre de prescription spirituelles, morales, pratiques des rappels historiques et des avertissements clôt cette prière.

### Dans la littérature rabbinique
Prononcés de diverses façons, Chémâ Israël, Shmâ ou Sh'ma Yisroel selon la prononciation ashkénaze (hébreu : שמע ישראל ; « Écoute, [Ô] Israël ») sont les deux premiers mots d'une section de la Bible, devenue la prière centrale des offices matinaux et vespéraux dans le Judaïsme, car elle comporte l'une des affirmations les plus pures et les plus univoques du monothéisme sur lequel s'articule le judaïsme.

La deuxième phrase de cette prière baroukh shem kevod malkhouto (Béni soit à jamais le nom de son règne glorieux) n'est pas directement issue de la Bible, c'est un répons liturgique et se dit à voix basse, sauf le Jour du Grand Pardon.

À ce verset de Deutéronome 6:4 qui est le « chema » à proprement dit, est rapidement associée de façon logique sa suite immédiate la section de Deutéronome 6:5-9 ainsi que la section de Deutéronome 11:13-21 et de Nombres 15:37-41 lors de divers rites.
 
À cet enchainement de textes bibliques proprement dits, les Sages de la Mishna ajoutent dans cette prière des bénédictions satellites, dont ils fixent le nombre et la formule. Au nombre de sept (trois le matin et quatre le soir), elles ont pour fonction de mettre en exergue la particularité du message monothéiste et d'éloigner l'orant de conceptions autres.
Dans la littérature rabbinique, la question de la récitation du chema est notamment développée dans la Mishna, plus précisément dans le traité de Berakhot. L'instauration de  cette lecture ou récitation dans la piété et la liturgie israélite se développe au long de l'élaboration de la Mishna. L'« acceptation du joug de la royauté des cieux » véhiculée par le Chema Israël est considérée  comme une prescription et non comme une simple affirmation. Le verset du Chema est abondamment investigué par les Sages. Ils enseignent d'une part que le verset ne vise pas seulement à rejeter le polythéisme mais aussi le dualisme. Les juifs considèrent rapidement, depuis au moins l'époque des Macchabées, l'affirmation du monothéisme exclusif comme une prescription à part entière ; son importance est telle qu'il vaut mieux mourir que la transgresser en sacrifiant à des idoles. Mais à la clôture de la Mishna qui traite des diverses lois de la lecture du chema, nombre d'elles ne font pas encore consensus. Elles seront codifiées par les Sages babyloniens et galiléens dans le Talmud, puis ultérieurement, dans de rares cas, modifiées par les décisionnaires médiévaux.

Plusieurs traditions orales attestent de l'application de cette prescription dès l'époque du premier temple : les prêtres du Temple proclament deux fois par jour le chema Israël (c'est-à-dire le verset Deutéronome 6:4) et l'assemblée répond en chœur baroukh shem kevod malkhouto lèolam vaèd (« Béni soit le nom dont la gloire du royaume est à jamais ! » ou « Béni soit à jamais le nom de son règne glorieux ! »).

Il convient donc :
- d'aimer Dieu de tout son cœur, de toute son âme et de toute sa force,
- d'enseigner cette doctrine à ses enfants,
- d'en parler en toutes circonstances, chez soi ou en voyage, au lever ou au coucher,
- de faire de ce chema un signe sur son bras, entre les yeux et de l'écrire sur les linteaux des portes.

Le chema est considéré comme la profession de foi et l'une des plus importantes prières du judaïsme, à réciter en se levant, en se couchant (sur son lit, mais aussi son lit de mort), en voyage, dans son foyer, et à enseigner à ses enfants. Il enjoint d'aimer Dieu, le Dieu Un, de tout son cœur, de tout son esprit et de toute sa force (c'est-à-dire de se surpasser à chaque instant dans cet amour). Mais il est diversement reçu dans les diverses traditions juives.
Cette prière a fortement frappé la culture populaire, qui l'associe au judaïsme, un peu comme le Pater noster l'est au christianisme ou la Fatiha et la Chahada à l'islam.
Selon Shneur Zalman de Liadi, auteur du  Tanya, la hassidout ou piété, est le Chema Israël : le mot chema est composé de lettres qui sont, dans l'ordre, les initiales en hébreu des mots signifiant : « Levez vos yeux vers le haut. » À ne pas confondre avec Lever les yeux vers les cieux., car « vers le haut » signifie toujours plus haut, jusqu'à un niveau qui transcende l'esprit mais est intellectuellement compris par lui.

### Dans la philosophie juive
Le verset du Chema Israël, au-delà de sa lecture littérale proclamant l'unicité de Dieu, comporte une profonde dimension métaphysique qui a été explorée par de nombreux philosophes juifs à travers les siècles. Cette dimension concerne la nature même de Dieu et sa relation à l'existence.
Selon le philosophe israélien Meir Buzaglo dans son ouvrage "שמע" [Shema - Écoute], l'affirmation "Yhwh est Un" dépasse la simple déclaration monothéiste pour exprimer une conception métaphysique de la transcendance divine. Dans son analyse, Buzaglo identifie trois significations principales du Shema : cosmologique (Dieu est le seul dans son monde), universelle (Dieu sera reconnu par tous), et métaphysique (Dieu n'est pas un être parmi les êtres, mais transcendant).
La dimension métaphysique se manifeste déjà dans certains midrashim qui suggèrent que Dieu n'est pas simplement unique, mais qu'il transcende les catégories ordinaires de l'existence. Cette idée a été développée par des penseurs médiévaux comme Bahya ibn Paquda et Maïmonide, qui ont introduit des notions néoplatoniciennes dans l'interprétation du verset.
Buzaglo propose une lecture originale qui interprète "Yhwh est Un" comme signifiant que Dieu est "parfait" (תמים, tamim). Cette interprétation s'appuie à la fois sur les significations bibliques du terme "un" (אחד, ehad) et sur des commentaires traditionnels, notamment ceux d'Abraham ibn Ezra et d'Isaac Arama. En comprenant l'unicité divine comme perfection, Buzaglo évite certains problèmes logiques des conceptions néoplatoniciennes tout en restant fidèle aux sources juives.

## Traduction et analyse de la prière

### 1resection:Deutéronome(Devarim) VI 4-9
- Si vous ne connaissez pas le sujet, laissez ce bandeau (vous pouvez alors contacter les auteurs).
- Si vous supprimez le contenu mis en cause (vous pouvez préalablement contacter les auteurs),

argumentez précisément cette suppression dans la page de discussion
(un manque de référence n'est pas un argument ; une recherche réelle de référence doit avoir été effectuée, être formellement documentée).
| Traduction française | Transcription                                                                                                  | Texte original                                                 |
| --- | --- | -------------------------------------------------------------- |
| 4 Écoute, Israëla, l'Éternel, notre Dieu, l'Éternel est UN.                                                                    | Chémâ, Israël, Ado-naï Elo-henou, Ado-naï Ehad'                                                                | שְׁמַע, יִשְׂרָאֵל: יְהוָה אֱלֹהֵינוּ, יְהוָה אֶחָד.                             |
| Béni soit à jamais le nom de son règne glorieux.                                                                               | Baroukh chem kevod malkhouto le'olam vaed                                                                      |                                                                |
| 5 Tu aimerasb l'Éternel ton Dieu, de tout ton cœur, de toute ton âme et de tous tes moyens.                                    | Veahavta ett Ado-naï Elo-hekha, bekhol levavekha, ouvkhol nafchekha, ouvkhol meodekha                          | וְאָהַבְתָּ, אֵת יְהוָה אֱלֹהֶיךָ, בְּכָל-לְבָבְךָ וּבְכָל-נַפְשְׁךָ, וּבְכָל-מְאֹדֶךָ.ּ           |
| 6 Que les commandements que je te prescris aujourd'hui soient gravés dans ton cœur.c                                           | Vehayou hadevarim ha'èlè acher Anokhi metsavekha hayom al levavekha                                            | וְהָיוּ הַדְּבָרִים הָאֵלֶּה, אֲשֶׁר אָנֹכִי מְצַוְּךָ הַיּוֹם--עַל-לְבָבֶךָ ּ                 |
| 7 Tu les inculqueras à tes enfants, tu en parleras (constamment), dans ta maison ou en voyage, en te couchant et en te levant. | Vechinantam levaneykha, vedibarta bam, bechivtekha bevethekha ouvlekhtekha baderekh, ouvchokhbekha ouvkoumekha | וְשִׁנַּנְתָּם לְבָנֶיךָ, וְדִבַּרְתָּ בָּם, בְּשִׁבְתְּךָ בְּבֵיתֶךָ וּבְלֶכְתְּךָ בַדֶּרֶךְ, וּבְשָׁכְבְּךָ וּבְקוּמֶךָ |
| 8 Attache-les en signe sur ta main, et porte-les comme un fronteau entre tes yeux.                                             | Oukchartam le'ot al yadekha, vehayou le totafot beyn 'éyneykha                                                 | וּקְשַׁרְתָּם לְאוֹת, עַל-יָדֶךָ; וְהָיוּ לְטֹטָפֹת, בֵּין עֵינֶיך                     |
| 9 Écris-les sur les poteaux de ta maison et sur tes portes.                                                                    | Oukhtavtam al mezouzot béytekha ouviche'areykha                                                                | וּכְתַבְתָּם עַל-מְזֻזוֹת בֵּיתֶךָ, וּבִשְׁעָרֶיך                                  |

#### Qui estIsraël?
- D'après le contexte du verset même, il s'agit du peuple d'Israël, auquel s'adresse Moïse. Chema Israel est donc un enseignement : plus tôt dans la Bible (Exode 24:7), le peuple s'exclame : Na'asse venichma, « nous ferons et nous écouterons »[15]. Il peut encore s'agir du peuple d'Israël, auquel s'adressent les nations, lorsqu'elles auront reconnu, selon la prophétie de Sophonie 3:9-10, que Dieu est un et son nom un.
- Israël dans cette prière fait également référence à Jacob (troisième patriarche du Tanakh) qui à la suite de son combat avec un ange reçoit un nouveau nom « Israël ». Rabbi Josué ben Levi, un amora fortement réputé pour ses enseignements aggadiques dit : « Jacob, juste avant de mourir, était sur le point de révéler la fin des temps (Fin des Jours) à ses enfants, lorsque la Shekhina (Présence divine) se détourna subitement de lui. Jacob craignit qu'un de ses enfants fût peut-être indigne. Cependant, ils s'exclamèrent tous « Écoute, Ô Israël : le Seigneur notre Dieu, le Seigneur est un », ce par quoi ils voulaient dire : « En Dieu nous sommes tous uns (en la croyance de Dieu, nous sommes tous unis) » ; Jacob est alors rassuré, son cœur s'apaise et il répond dans un dernier souffle de vie : « Baroukh Chem (Kevod leolam va'ed), »[16] c'est-à-dire : « Béni, béni soit à jamais le nom de son règne glorieux. »
Cet enseignement, c'est le monothéisme, il est temps de l'écouter, et d'accepter sur soi le joug de la royauté des cieux[17]. Les israélites ont été jusque-là monothéistes « par tradition », il est temps qu'ils comprennent l'une des notions les plus ardues du judaïsme, et l'une de ses plus fondamentales : l'Éternel, qui est notre Dieu (Tout-puissant), est un.
Non seulement ‘un seul’ (unique), mais ‘un’ : la multiplicité de ses attributs, générosité, justice, miséricorde, etc. est apparente, et due à l'échec de l'homme d'appréhender, dans toute l'étendue de sa finitude, l'infinité dans toute l'étendue de son infinitude. La générosité de Dieu est sa justice, est sa miséricorde.
Cet enseignement est si difficile que Maïmonide commence son Michné Torah par les mots « Sache qu'il existe un Être Premier à la base de tout ». Sache et non Crois (d'après un enseignement oral du Rav Léon Askénazi, dit Manitou[18])

#### Adoshem/Adonaï- Elok/henou//Elohim
- Le judaïsme enseigne l'ineffabilité du tétragramme. À « YHVH » est donc substitué Adonaï (Mon Seigneur). Les juifs pratiquants évitant de prononcer en vain ce nom de Adonaï  le remplacent à son tour par Adoshem (mot-valise d'Adonaï et Hashem qui signifie « le nom » donc Adoshem c'est le nom du Seigneur), lorsqu'ils ne prient pas. Cependant, certains juifs, en particulier les samaritains, le prononçaient de manière plus libérale, en particulier lors de salutations : voir l'ange saluant Gédéon dans le Livre des Juges 6:12 ou encore Booz saluant les moissonneurs dans le Livre de Ruth 2,4.
- De même pour Elokim. Toutefois, cette coutume n'est pas aussi universelle, et certains  Sages, surtout Sépharades, s'insurgent contre cet usage. Le Rav Shalom Messas, ancien grand rabbin du Maroc puis de Jérusalem faisait remarquer à ceux qui prononçaient (par exemple) Netanel « Netankel » ou Elhanan (2 Samuel 23:24 et 1 Chroniques 11:26) « Kelhanan » que ce « kel » était proche de la racine « lekalkel » qui signifie « détruire », en hébreu.

#### Veahavta (Et tu aimeras)
Le reste de la première section, nommé d'après le premier mot suivant la proclamation du chema dans la Torah, enjoint d'aimer Dieu à tout moment, en tout lieu, et de l'enseigner à ses enfants.
 Obligation d'enseigner la Torah (« ces paroles »), le passage contient de subtiles références aux Dix Commandements énumérées dans le Talmud.

Elle contient aussi, selon les juifs rabbanites, une allusion aux tephillin et aux parchemins à faire figurer dans une mezouzah, devenue par la vertu de ce verset un « signe distinctif » d'une maison juive. 
Les karaïtes ne reconnaissent pas l'usage des tefilin (ils interprètent totafot comme zikaron, « souvenir »), et leurs mezouzot ne comprennent pas ces parchemins (il s'agit de plaques reprenant les Dix Commandements).

### 2esection:Deutéronome(Eikev) 11:13-21
Texte dans la traduction française de la Bible du Rabbinat Édition 1899

« 13 Or, si vous êtes dociles aux lois que je vous impose en ce jour, aimant l’Éternel, votre Dieu, le servant de tout votre cœur et de toute votre âme,

14 je donnerai à votre pays la pluie opportune, pluie de printemps et pluie d’arrière-saison, et tu récolteras ton blé, et ton vin et ton huile.

15 Je ferai croître l’herbe dans ton champ pour ton bétail, et tu vivras dans l’abondance.

16 Prenez garde que votre cœur ne cède à la séduction, que vous ne deveniez infidèles, au point de servir d’autres dieux et de leur rendre hommage.

17 La colère du Seigneur s’allumerait contre vous, il défendrait au ciel de répandre la pluie, et la terre vous refuserait son tribut, et vous disparaîtriez bientôt du bon pays que l’Éternel vous destine.

18 Imprimez donc mes paroles dans votre cœur et dans votre pensée ; attachez-les, comme symbole, sur votre bras, et portez-les en fronteau entre vos yeux.

19 Enseignez-les à vos enfants en les répétant sans cesse, quand tu seras à la maison ou en voyage, soit que tu te couches, soit que tu te lèves.

20 Inscris-les sur les poteaux de ta maison et sur tes portes.

21 Alors la durée de vos jours et des jours de vos enfants, sur le sol que l’Éternel a juré à vos pères de leur donner, égalera la durée du ciel au-dessus de la terre. »

### 3esection:Nombres(Tsitsit) 15:37-41
Texte dans la traduction française de la Bible du Rabbinat Édition 1899

« 37 L’Éternel parla à Moïse en ces termes :

38 "Parle aux enfants d’Israël, et dis-leur de se faire des franges aux coins de leurs vêtements, dans toutes leurs générations, et d’ajouter à la frange de chaque coin un cordon d’azur.

39 Cela formera pour vous des franges dont la vue vous rappellera tous les commandements de l’Éternel, afin que vous les exécutiez et ne vous égariez pas à la suite de votre cœur et de vos yeux, qui vous entraînent à l’infidélité.

40 Vous vous rappellerez ainsi et vous accomplirez tous mes commandements, et vous serez saints pour votre Dieu.

41 Je suis l’Éternel votre Dieu, qui vous ai fait sortir du pays d’Égypte pour devenir votre Dieu, moi, l’Éternel votre Dieu !" »

## La récitation biquotidienne
La prescription de proclamer le chema deux fois par jour est immédiatement tirée de la première section du chema lui-même (Deutéronome 6:7 : « à ton coucher, à ton lever »).
« Le matin [on doit dire] deux bénédictions avant le chema et une après; et le soir [on doit dire] deux bénédictions avant [le chema] et deux après, une longue et une courte. » (m. Ber. I 8).
Ces bénédictions sont Yôçer ôr, Ahavâ rabbâ et Emet we-yaçîv le matin, Ha-maʿariv ʿaravîm, Ahavat ʿolam, Emet we-êmûnâ et hashkivênû le soir.
Sa récitation biquotidienne est, selon Flavius Josèphe, prescrite par Moïse lui-même (« Antiquités » 6:8), et de tous temps est considérée comme un commandement divin. Cependant, il y a une opinion différente dans le Sifre sur Deutéronome 31.
Selon le Talmud (Soukkot 42a), dès qu'un enfant commence à parler, il est prescrit à son père de lui apprendre le verset « Torah tsiva lanou Moshe, morasha kehilat Yaakov » (Moïse nous a prescrit une loi, héritage pour la congrégation de Jacob — Deutéronome 33:4) et de lui apprendre à lire le chema.

### Lechemadu lever
Le texte est notamment récité dans la prière quotidienne du matin ; la traduction française littérale est la suivante : 
« Voici les actions dont un homme qui les fait, mange les fruits dans ce monde-ci et dont le capital lui est maintenu dans le monde futur, les voici : Honorer père et mère, et allaiter autrui de sa générosité, et rendre visite aux malades, et recevoir des invités (hospitalité), et apporter la paix entre un homme et son prochain et entre un mari et sa femme, et étudier la Torah au même niveau que toutes ces choses ».

### Lechemadu coucher
La première section du chema est également récitée avant de se coucher. 
Pour Rachi, c'est une coutume instituée afin de bien s'acquitter de la récitation du chema « à ton coucher », car le moment où le chema est proclamé dans les synagogues pour l'office du soir est trop précoce par rapport au moment où les gens vont vraiment se coucher.
Pour d'autres, c'est dérivé du verset 4:4 du Livre des Psaumes « Parlez en vos cœurs sur votre couche, puis taisez-vous ».
Quoi qu'il en soit, c'est une institution rabbinique et non biblique.

## Autres mentions duchemadans la tradition juive, le christianisme, la littérature et la musique
- Le chema était le cri de guerre du prêtre, lançant Israël contre l'ennemi (Deutéronome 20:3 ; Talmud Sotah 42a).
- Il est aussi le dernier mot de ceux qui meurent en croyants, et est devenu celui des martyrs torturés pour leur foi. Bien qu'il y en ait eu beaucoup sous l'Inquisition espagnole, le plus connu des martyrs juifs est Rabbi Akiva, un des dix morts en martyrs pour avoir défié le pouvoir romain. Vers 132 ap. J.-C., il est emprisonné et torturé par Quintus Tinneius Rufus à Jérusalem, il meurt en récitant le chema, expire même en prononçant E'had (Un). La tradition rabbinique rapporte qu'une voix se fait alors entendre du ciel : « Heureux qui, comme Rabbi Akiva, meurt en disant E'had »[23].
- Primo Levi, juif survivant du camp de concentration d'Auschwitz, préface ainsi son livre Si c'est un homme, qui retrace son expérience dans les camps (extrait) :

« N'oubliez pas que cela fut, non, ne l'oubliez pas :  

Gravez ces mots dans votre cœur. 

Pensez-y chez vous, dans la rue,  

En vous couchant, en vous levant ; 

Répétez-les à vos enfants. 

Ou que votre maison s'écroule. »

- Le chema est aussi connu dans la tradition chrétienne[24]. Les paroles Écoute Israël sont d'ailleurs prononcées par Jésus (et par l'apôtre Paul dans l'épître aux Corinthiens, 1 Cor 8:6).

- Le chema est entonné par un chœur à l'unisson dans sa prononciation ashkénaze à la fin de la pièce d'Arnold Schönberg, Un survivant de Varsovie.

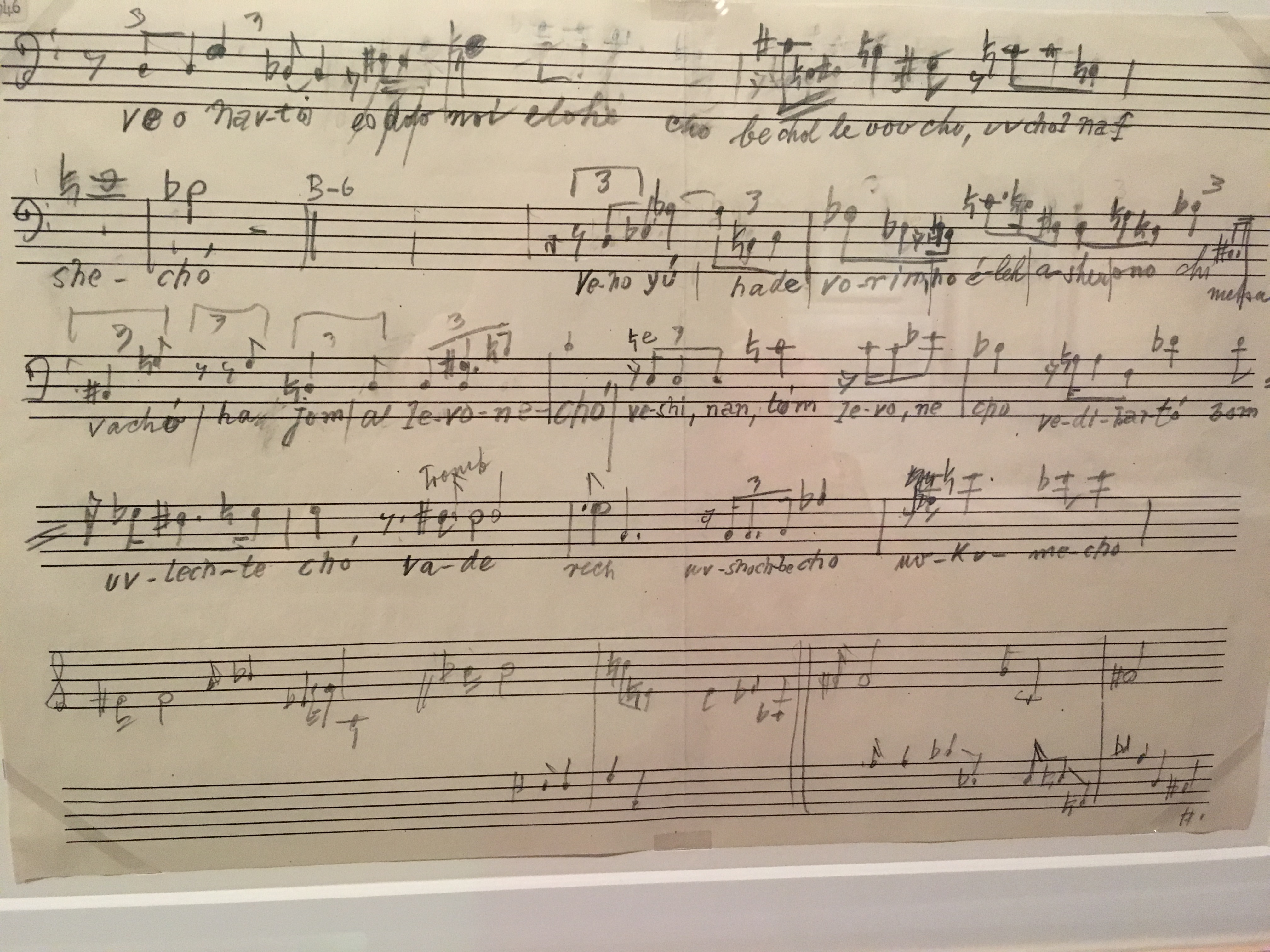
Quelques lignes du manuscrit de la partition dUn survivant à Varsovie correspondant au passage final Chema Israël (prononciation ashkénaze).

## Dans la culture populaire
Dans le film Les Souliers de Saint-Pierre, le pape, se trouvant au chevet d'un malade juif en fin de vie, récite cette prière. Il raconte, par la suite, l'avoir apprise d'un rabbin alors que tous deux étaient prisonniers politiques dans un camp de Sibérie.